# Тёплый Стан (Самарская область)
Тёплый Стан — село Елховского района Самарской области (Россия), является административным центром сельского поселения Тёплый Стан.

## География
Тёплый Стан расположен на северо-западе Самарской области, граничит с севера с Кошкинским, с востока — с Сергиевским, с юга — с Красноярским районом, а с запада — с Ульяновской областью. Расположен у истоков речки Кармалка.

## Население
| Год  | Численность | Численность |
| ---- | ----------- | ----------- |
| 1859 | 1259        | [ 2 ]       |
| 1889 | 1797        | [ 3 ]       |
| 1897 | 1800        | [ 4 ]       |
| 1910 | 2821        | [ 5 ]       |
| 2010 | 624         | [ 1 ]       |

## История
Географически место раньше было расположено на караванном переходе на одной из ветвей Шёлкового пути, соединявшем остальной мир с Волжской Булгарией, на Ногайском шляхе. Достоверно известно, и документы подтверждают, что место было известно купцам ещё задолго до появления здесь постоянного населённого пункта. Село возникло, скорее всего, не на пустом месте. На данный момент не известно наличие раннего оборудованного пристанища путников. С 1563 года история села хорошо прослеживается документально.
Около села имеются древние захоронения. Предположительно поздний палеолит.
Есть предположение, что здесь проходила битва на реке Кондурче.
В 1780 году, при создании Симбирского наместничества, деревня Измайлова Сухой Стан тож, при речке Тёплой Стан, служилых татар, вошла в состав Ставропольский уезд.
В 1859 году деревня Тёплый Стан (Измайловка) находилась в 1-м стане Ставропольского уезда Самарской губернии, имелась  мечеть.
В период максимального подъёма колхозного движения был центральной усадьбой колхоза Тёплый Стан. Объединял Борму и исчезнувшие сёла Алмала, Чишмале.

## Образование
Год основания школы — 1905. Школа расположена в центре села в кирпичном двухэтажном здании, рассчитанном на 300 учащихся.

## Экономика
Основное направление экономики — сельское хозяйство: производство зерна, коровьего молока, мяса. На территории села действует крестьянско-фермерское хозяйство «Юсупов А. Ш.», «Хуснутдинов Д. Н.», ООО «Игенче», колхоз «Тёплый Стан», ООО «Юнес−агро».